# Marco Reich
Marco Franzisco Thomas Reich (* 30. Dezember 1977 in Meisenheim) ist ein deutscher Fußballspieler und -trainer.

## Karriere

### Verein
Marco Reich debütierte 1996 in der ersten Mannschaft des 1. FC Kaiserslautern, mit der er in derselben Saison den Aufstieg in die Bundesliga feiern konnte. In der folgenden Saison wurde er zur festen Größe und bestritt 31 Bundesligaspiele. Er hatte somit einen maßgeblichen Anteil am Gewinn der Deutschen Meisterschaft des FCK im Jahr nach dem Bundesligaaufstieg. Bis 2001 spielte er für die Pfälzer, bis er für 3 Millionen Euro zum Ligakonkurrenten 1. FC Köln wechselte. Dort konnte er jedoch nicht mehr an seine früheren Leistungen anknüpfen, so dass er ein Jahr später einen Neuanfang bei Werder Bremen versuchte. Dort kam er in den folgenden zwei Jahren nur zu 17 Einsätzen in der Bundesliga, so dass sein Vertrag nicht verlängert wurde. Insgesamt bestritt er 143 Bundesligaspiele und erzielte dabei acht Tore.
2004 wechselte Reich nach England. Nach einem Aufenthalt bei Derby County spielte er bis Januar 2007 bei Crystal Palace in der Football League Championship, der zweiten englischen Liga. Ab Ende Januar 2007 war er bei dem Zweitligisten Kickers Offenbach unter Vertrag, wo ihm Ende Juni 2007 mitgeteilt wurde, dass er den Verein wieder verlassen solle. Daraufhin wurde er in die Landesligamannschaft des OFC zwangsversetzt. Ab Anfang November 2007 gehörte Reich wieder dem Profikader des OFC an.
Im August 2008 wurde bekannt, dass er wieder nach England wechseln wird. Dort fand er im Drittligisten FC Walsall einen neuen Arbeitgeber für die Saison 2008/09. In der Saison 2009/10 spielte Marco Reich in Polen für Jagiellonia Białystok.
Ab Anfang November 2009 stand er in Österreich im Gespräch bei der Spielvereinigung zwischen dem Wolfsberger AC und dem SK St. Andrä, die damals in der drittklassigen österreichischen Regionalliga Mitte spielte. Mitte Januar 2010 unterschrieb Marco Reich dann beim Wolfsberger AC/SK St. Andrä. Sein dortiger Trainer war Nenad Bjelica, mit dem Reich zusammen beim 1. FC Kaiserslautern gespielt hatte. Von Juli 2011 bis Juni 2012 spielte er beim SK Austria Klagenfurt. In der Saison 2012/13 lief er für den Villacher SV auf.

### Nationalmannschaft
In der Nationalmannschaft kam er am 9. Februar 1999 unter Erich Ribbeck zu seinem ersten und einzigen Einsatz beim 3:3 gegen Kolumbien. In Miami spielte der FCK-Profi von Beginn an und wurde in der 79. Minute vom Teamchef gegen Lars Ricken ausgetauscht.
Reich galt zu dieser Zeit neben seinem Lauterer Mannschaftskollegen Michael Ballack als eine der großen Hoffnungen des deutschen Fußballs in einer Zeit, in der die Nationalmannschaft eine schwache Phase durchlief.

### Trainer
Ab der Saison 2013/14 fungierte Reich bei der SG Schmittweiler-Callbach/Reiffelbach-Roth als Spielertrainer. In der Saison 2014/15 stieg er mit der ersten und zweiten Mannschaft des mittlerweile als SG Schmittweiler-Callbach auftretenden Vereins in die A-Klasse und B-Klasse Bad Kreuznach auf. 2015/16 schaffte der Ex-Profi erneut den Doppelaufstieg, jeweils in die Bezirksliga Nahe und in die A-Klasse Bad Kreuznach. Sein Traineramt hatte er daraufhin noch bis Saisonende 2016/17 bei der ersten Mannschaft mit Spielbetrieb in der Bezirksliga Nahe inne; als Spieler blieb er der Mannschaft weiterhin erhalten. In der Saison 2018/19 wurde er als Spieler Meister der Bezirksliga Nahe und schaffte damit den Aufstieg in die Staffel Südwest der Landesliga West. Ab Juli 2019 war Reich wieder als Spielertrainer bei der SG in der Landesliga West – Staffel Südwest im Einsatz. Da die Meisterschaft aufgrund der COVID-19-Pandemie im Frühjahr abgebrochen werden musste, endete in dieser Zeit auch Reichs Trainertätigkeit wieder. Wie bereits davor und während seiner Zeit als Spielertrainer bei der SG war er auch danach weiterhin als Nachwuchstrainer bei der JSG Meisenheim aktiv. 2018 stieg Reich in den Vorstand der SG Schmittweiler-Callbach ein. Seit dem Frühjahr 2022 hat er die Funktion eines Teammanagers in der zweiten Mannschaft des mittlerweile als FC Schmittweiler/Callbach auftretenden Klubs inne. Ab der Saison 2022/23 war er zudem Sportdirektor der ersten Mannschaft, die mittlerweile wieder in der Bezirksliga Nahe spielte.
Seit 2017 ist der gebürtige Meisenheimer außerdem Junioren-Trainer der JSG Meisenheim. Dort trainierte er unter anderem die U19 (A-Junioren Regionalliga Südwest) sowie die U17 (B-Junioren Verbandsliga Südwest). Aktuell ist er Trainer der D-Junioren.

## Erfolge
- 1996 DFB-Pokal-Sieger
- 1998 Deutscher Meister
- 2004 Deutscher Meister
- 2010 Polnischer-Fußballpokal-Sieger[8][9]